# Лий Уолърд
Лиланд „Лий“ Уолърд (на английски: Leland Wallard) е американски пилот от Формула 1. 

## Биография
Роден на 7 септември 1910 г. Кариерата му започва колебливо до 1951 г., когато доминира в 500-те мили на Индианаполис. Състезанието е част от Световния шампионат на Формула 1 от 1950 до 1960 г. и пилотите, които се състезават в Индианаполис през тези години, са признати за участници в Световния шампионат и получават точки за участията си. 
Уолърд е на второ място (след Бил Вукович) по съотношение на направени най-бързи обиколки спрямо стартове в кариерата си в историята на Формула 1 – при два старта, в единия от които е с най-бърза обиколка, успеваемостта му е 50 %.
Кара болид с номер 99 – един от най-високите номера в историята на шампионата.
Няколко дни след победата си в 500-те мили на Индианаполис претърпява инцидент, при който колата му се запалва по време на промоционално събитие, а самият той получава тежки изгаряния. С това кариерата му приключва.
Умира през 1963 г.